# Werner Lenz (Politiker)
Werner Franz Georg Lenz (* 27. Dezember 1927 in Osnabrück; † 24. Oktober 2004 in Bremerhaven) war ein deutscher Politiker (KPD, SPD). Ab 1995 engagierte er sich in der Wählergemeinschaft Arbeit für Bremen und Bremerhaven. Er war Oberbürgermeister von Bremerhaven und Senator im Land Bremen. Von 1961 bis 1965 war er Mitglied im Deutschen Bundestag.

## Biografie

### Familie, Ausbildung, Beruf
Lenz wuchs in ärmlichen Verhältnissen auf. Sein Vater war Stahlformer und in der Zeit des Nationalsozialismus Mitglied einer KPD-Widerstandsgruppe. Er besuchte die Realschule. Als 17-jähriger Wehrmachtssoldat desertierte Lenz im Herbst 1944. Bis zum Kriegsende lebte er im Untergrund.
Lenz machte von 1945 bis 1948 eine Ausbildung als Zimmerer. Zugleich schrieb er als freier Mitarbeiter für verschiedene Zeitungen. Er war seit 1979 in zweiter Ehe mit der Bürgerschaftsabgeordneten Hildegard Lenz geb. Steffens verh. Piesker verheiratet. Aus der ersten Ehe mit Hildegard „Gitta“ Lenz geb. Kobr hatte er einen Sohn (1953–1996).
Er war 1953/54 Gewerkschaftssekretär für Rechtsschutz beim DGB und von 1955 bis 1960 bei der Gewerkschaft ÖTV in Bremerhaven; bei der ÖTV war zugleich ehrenamtlicher Geschäftsführer. Er war dann von 1960 bis 1977 Geschäftsführer der gewerkschaftseigenen Gewoba / Neuen Heimat in Bremerhaven, die bis zu 5000 Wohnungen baute, saniert und verwaltete und u. a. das Hallenbad Bremerhaven-Süd in Geestemünde und das Columbus-Center mit 75 Geschäften, Restaurants und 555 Wohnungen bis 1978 realisierte.

2006 erschien eine Autobiografie von Lenz, die er nicht hatte fertigstellen können, mit fragmentarischen Kapiteln über die 1950er und 1970er Jahre.

### Politik

#### Partei
Lenz wurde nach dem Zweiten Weltkrieg wie sein Vater Mitglied der KPD. Seit 1950 war er Mitglied der SPD. Er war ab um die 1960er Jahre bis 1974 Mitglied im SPD-Landesvorstand. Er war seit 1956 Mitglied im Ortsvorstand der SPD und verzichtete 1968 auf eine Kandidatur „als ein Beitrag zur Machtentflechtung innerhalb der SPD“. 1976 wurde er zum Vorsitzenden des SPD-Unterbezirks Bremerhaven gewählt, Stellvertreter wurde Uwe Beckmeyer. 1986 verlor er zunächst zunehmend an Einfluss in der Bremerhavener SPD. Im Februar 1988 wurde er als Nachfolger von Uwe Beckmeyer wieder zum Vorsitzenden des SPD-Unterbezirks Bremerhaven gewählt. Die Auseinandersetzungen zwischen Parteilinken (Finkenrunde) und Parteikonservativen (Koggenrunde) und die Kritik von Lenz an den Magistrat belasteten die Parteiarbeit. Im Oktober 1991 wurde er von der Parteibasis heftig kritisiert und der SPD-UB-Vorstand trat zurück. Kurz danach wurde ein neuer UB-Vorstand ohne Lenz gewählt.

#### Stadtverordneter und Bundestagsabgeordneter
1955 wurde Lenz Mitglied und stellv. SPD-Fraktionsvorsitzender der Bremerhavener Stadtverordnetenversammlung und ab 1958 SPD-Fraktionsvorsitzender.

1961 wählte ihn der SPD-Unterbezirk Bremerhaven zum Direktkandidaten der SPD vom Wahlkreis Nr. 59: Bremerhaven/Bremen-Nord. Er erhielt 50,6 % der Erststimmen. Nach der Bundestagswahl 1961 war er bis 1965 Mitglied des Deutschen Bundestages. Im Parlament vertrat er den Bundestagswahlkreis Bremen II – Bremerhaven. Schwerpunkt seines politischen Engagements war die Stadt Bremerhaven. Er setzte sich erfolgreich ein für den Ausbau der Bundesstraße 6 als Ortsdurchfahrt ein. Sein Nachfolger im Bundestag wurde Harry Tallert (SPD). Er kandidierte nicht erneut, da ihn die kommunalpolitische Arbeit mehr interessierte.

Während der Zeit als Bundestagsabgeordneter verblieb er in der Stadtverordnetenversammlung und er war bis 1978 SPD-Fraktionsvorsitzender. Er setzte sich 1969 erfolgreich für den Bau des Eisstadions und des Klinikums  Bremerhaven ein 1971 sowie für den Ausbau des Quartiers zwischen Bürgermeister-Smidt-Straße / geplantem Columbus-Center (Bürger) / Alter Hafen und der Außenweser als Freizeit- und Kulturzentrum im Sinne des von Prof. Ernst May in den 1950er Jahren entworfenen Stadtplanungskonzepts und 1972 für eine später realisierte Weserquerung bei Nordenham zur Entlastung der Fähre nach Blexen. Der OSC Bremerhaven erhielt ein Schwimmbad (Bad 3). Der Bau der Müllverbrennungsanlage Bremerhaven in den 1970er Jahren führte zur Kritik (Größe, Auftragsverfahren), mit der sich ein Untersuchungsausschuss der Bürgerschaft 1976 befasste. Ihm folgte als Fraktionsvorsitzender im Ende 1977 Rudolf Sturmheit.

#### Oberbürgermeister
Im Oktober 1977 wurde Lenz von der Stadtverordnetenversammlung zum Oberbürgermeister gewählt. Vom 1. Oktober 1978 bis zum 10. November 1983 war er Oberbürgermeister von Bremerhaven als Nachfolger von Bodo Selge (SPD). Ihm folgte nach seiner Berufung in den Senat der Freien Hansestadt Bremen Oberbürgermeister Karl Willms (SPD) im Amt. In seiner Amtszeit wurde 1978 ein Teilstück der neuen „Bürger“ (Bürgermeister-Smidt-Straße) eingeweiht, die Johann-Gutenberg-Schule 1978 erweitert, entstanden 1979 für Segler 300 neue Liegeplätze, wurde der Container-Terminal um 750 Meter nach Norden verlängert und das Luneplate-Abkommen unterzeichnet sowie 1980 die zentrale Feuerwache und der Omnibusbahnhof in Geestemünde, 1981 das Institut für Meeresforschung und das Gewerbegebiet Speckenbüttel fertiggestellt und 1983 mit dem Bau der Hochschule Bremerhaven begonnen.

#### Senator
Von 1983 bis 1987 hat er im Senat Koschnick V und im Senat Wedemeier I als Senator für Wirtschaft und Außenhandel auch die Entwicklung des Landes Bremen mitgeprägt. Als Senator war er Nachfolger von Karl Willms (SPD); ihm folgte 1987 der Bremerhavener Uwe Beckmeyer (SPD). Werften-, Klöckner- und Wirtschaftshilfen (BWK), Wesertunnel, Messe- und Kongress-, City- und Mittelstandsförderung, die Fischwirtschaft, das Technologiezentrum Bitz, Einkaufszentrum Wunderland (Weserpark) und neue Gewerbegebiete waren u. a. seine wichtigen Probleme, Aufgaben oder Maßnahmen, die anstanden und auch 1984 und 1987 in einem Aktionsprogramm (WAP) darstellt wurden. Lenz gab nach den Bürgerschaftswahlen im September aus gesundheitlichen Gründen seinen Rücktritt bekannt.

#### Stadtrat und Sonderbeauftragter
Er war danach bis 1995 ehrenamtlicher Stadtrat (Dezernent) für Wirtschaft in Bremerhaven. Lenz forderte: „Bremerhaven soll ein Mekka für Touristen werden“.
Durch eine CDU/AfB-Kooperation von 1997 wurde er von der Stadtverordnetenversammlung zum Sonderbeauftragten für Fragen der Wirtschaftsförderung der Seestadt gewählt, eine Aufgabe, die er bis Oktober 1999 ausübte. Die Neuordnung der Wirtschaftsförderung mit einer neuen Gesellschaft für Investitionsförderung und Stadtentwicklung (BIS) und die Ocean-Park-Planung wurden 1997/98 von ihm betrieben.

#### Bürgerschaftsabgeordneter
Lenz hatte ab Anfang der 1990er Jahre Konflikte mit der SPD. So verließ er im Februar 1995 die Partei und gründete mit Friedrich Rebers und Anderen die bürgerliche, rechts von der SPD stehende, Wählergemeinschaft Arbeit für Bremen und Bremerhaven (AfB). Lenz war von 1995 bis Januar 1998 stellv. Vorsitzender und Rebers bis 1997 Vorsitzender der AfB. Diese Partei war nur im Land Bremen aktiv und fügte der SPD bei der Bürgerschaftswahl 1995 schwere Verluste zu, weil sie auf Anhieb 10,7 % der Stimmen erzielt. Die SPD bildete daraufhin 1995 mit der CDU eine große Koalition unter Bürgermeister Henning Scherf (SPD), die bis 2007 bestand.
Von 1995 bis 1999 war Lenz Mitglied der 14. Bremischen Bürgerschaft. Er war im Ausschuss für Angelegenheiten der Häfen und in den Deputationen für den Fischereihafen und der für Wirtschaft und Häfen vertreten. Er kandidierte nicht erneut für die AfB bei der Bürgerschaftswahl 1999, äußerte sich kritisch zu der weiteren Perspektive der Partei und trat wieder aus.

Die Wählergemeinschaft erhielt 1999 bei der Wahl 2,4 % der Stimmen und keine Mandate. 2002 löste sie sich wieder auf. Lenz äußerte sich des Öfteren, dass er sich, trotz seiner führenden Rolle in der AfB, nach wie vor als Sozialdemokrat gefühlt habe.

### Weitere Mitgliedschaften
- Verwaltungsratsmitglied der Stadt-Sparkasse Bremerhaven
- Verwaltungsrat des Hanseatischen Bremischen Amtes (HBA)
- Aufsichtsratsmitglied der Fischereihafen-Betriebs- und Entwicklungsgesellschaft Bremerhaven
- Mitglied und seit Juni 1979 Vorsitzender des Verwaltungsrats bis Oktober 1985 von Radio Bremen.
- Aufsichtsratsmitglied der Neuen Heimat Bremerhaven von 1979 bis um 1983 und der NH Bremen von 1983 bis 1985
- Präsident der Deutsch-Tschechoslowakischen Gesellschaft Bremen/Bremerhaven bis 1988
- Aufsichtsratsvorsitzender der Flughafenbetriebsgesellschaft in Bremerhaven (Ende 1980er bis Anfang der 1990er Jahre)

## Kritik
Seine zahlreichen Ämter verschafften ihm in Bremerhaven eine Machtfülle, die er auch einsetzte. Nach Ansicht des Deutschen Journalistenverbandes (DJV) missbrauchte er seine Stellung für unzulässige Einflussnahme u. a. bei der Berichterstattung von Radio Bremen über Bremerhavens Müllverbrennungsanlage. Der Sender bedauerte aber später die „schludrige Recherche“.
Die Kritik der Jusos in Bremerhaven und in Bremen von 1973 wurde von allen Gremien der SPD in Bremerhaven und Bremen entschieden zurückgewiesen.
In seiner Zeit wurden in Bremerhaven viele Neubauten errichtet, aber auch ältere Bauten abgerissen. Das Columbus-Center Bremerhaven entstand in Mitte und wenige Bauten der 1920er Jahre verschwanden.